# Tribunal Permanente de Revisión del Mercosur

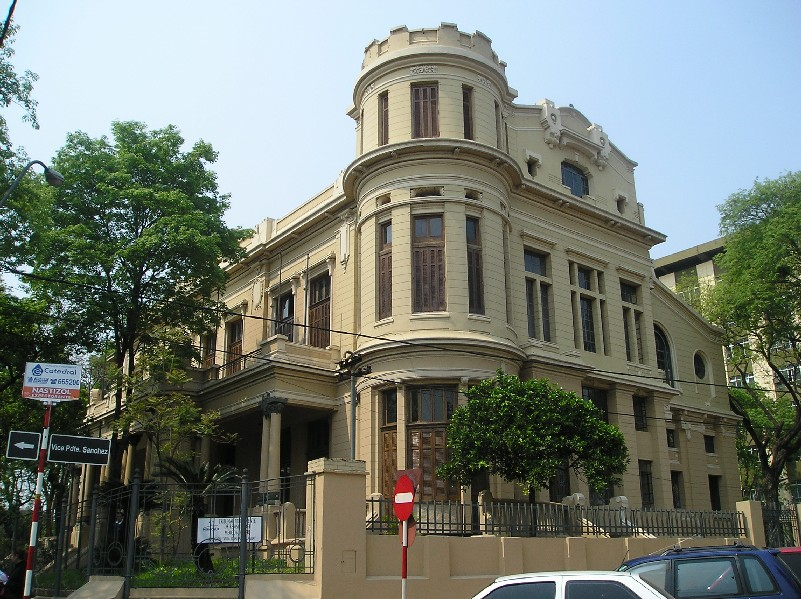
Sitz des Tribunal Permanente de Revisión del Mercosur in Asunción

Das Tribunal Permanente de Revisión del Mercosur ist das Revisionsgericht des Mercosur.
Der Mercosur ist ein südamerikanischer Binnenmarkt, der aktuell die Mitgliedsstaaten Argentinien, Brasilien, Paraguay und Uruguay umfasst. Ein Beitrittsabkommen mit Venezuela wurde am 4. Juli 2006 in Caracas unterzeichnet, die Ratifikation durch die Parlamente Brasiliens und Paraguays steht jedoch noch aus (Stand: 03/2008). 
Das Mercosur-Revisionsgericht ist nunmehr das dritte ständige Organ des Mercosur und existiert erst seit dem Jahr 2004. Eingeführt wurde es durch das sogenannte Protokoll von Olivos. In erster Instanz werden zwar Ad-hoc-Schiedsgerichte Schiedssprüche fällen, doch ist es auch möglich, die erste Instanz zu überspringen und gleich das ständige Gericht einzubeziehen. Es widmet sich außerdem der Aufgabe, das Mercosur-Recht zu systematisieren und zu vereinheitlichen. Das Tribunal besteht aus fünf Mitgliedern, wobei jeder Mitgliedsstaat einen Richter auf die Dauer von zwei Jahren ernennt und der fünfte Richter von allen Mitgliedsstaaten einstimmig für drei Jahre gewählt wird. Das Gericht hat seinen Sitz in Asunción, Paraguay.
Das Gericht entstand im Rahmen der Ausformulierung der Streitbeilegungsmechanismen im Protokoll von Olivos. Ausschlaggebend für die Einführung dieses Tribunals war u. a. auch die Notwendigkeit, eine korrekte Interpretation und Anwendung des Mercosur-Rechts zu garantieren. Nach der Präambel des Protokolls soll die Einhaltung der fundamentalen Instrumente im Integrationsprozess in einer konsistenten und systematischen Form garantiert werden.